# Вишеградска регата
Вишеградска регата је ануални еколошки и туристички догађај на ријеци Дрини. Регата се одржава од 2006. године, а оснивач вишеградске регате је еколошко удружење Дрин тим из Вишеграда. Од 2017. године главни организатор регате је Туристичка организација општине Вишеград и породица Берјан.

## Карактеристике
За разлику од регата у другим дринским градовима, Вишеград нема текућу Дрину, већ се плови мирним  језером Перућац, од Вишеграда 17 км низводно до мјеста Стари Брод. У Старом Броду се одржавају заједничке спортске активности, традиционално навлачење конопца, трчање у врећи, бацање кугле. 